# Landkreis Taitung
Der Landkreis Taitung (chinesisch 臺東縣, Pinyin Táidōng Xiàn, Tongyong Pinyin Táidong Siàn, W.-G. T`ai-tung Hsien, Pe̍h-ōe-jī Tâi-tang-kōan) ist ein Landkreis der Republik China auf Taiwan. Er liegt im Südosten der Insel Taiwan und grenzt an den Landkreis Pingtung im Südwesten, die Stadt Kaohsiung im Nordwesten, den Landkreis Hualien im Norden sowie den Pazifischen Ozean im Osten. Seine Hauptstadt ist die Stadt Taitung.

## Geographie
Der Landkreis Taitung nimmt mit 166 km Küstenlänge den südlichen Teil der Ostküste Taiwans ein. Nördlich der Hauptstadt Taitung erstreckt sich das parallel zur Küste verlaufende bis zu 1682 m hohe Haian-Gebirge. Weiter westlich folgt der ebenfalls parallel zur Küste verlaufende Huatung-Graben. Der westliche Teil des Landkreises gehört zur zentralen Gebirgskette Taiwans (dem Chungyang-Gebirge). Dort liegt an der nordwestlichen Kreisgrenze der zum Yushan-Nationalpark gehörende 3686 m hohe Guanshan (關山), die höchste Erhebung des Landkreises. Flächenmäßig ist der Landkreis Taitung der nach Hualien und Nantou drittgrößte Landkreis Taiwans.
Zum Kreis Taitung gehören auch die etwa 30 bzw. 60 km vor der Küste liegenden Pazifikinseln Lü Dao („Grüne Insel“) und Lan Yu („Orchideeninsel“).

## Bevölkerung

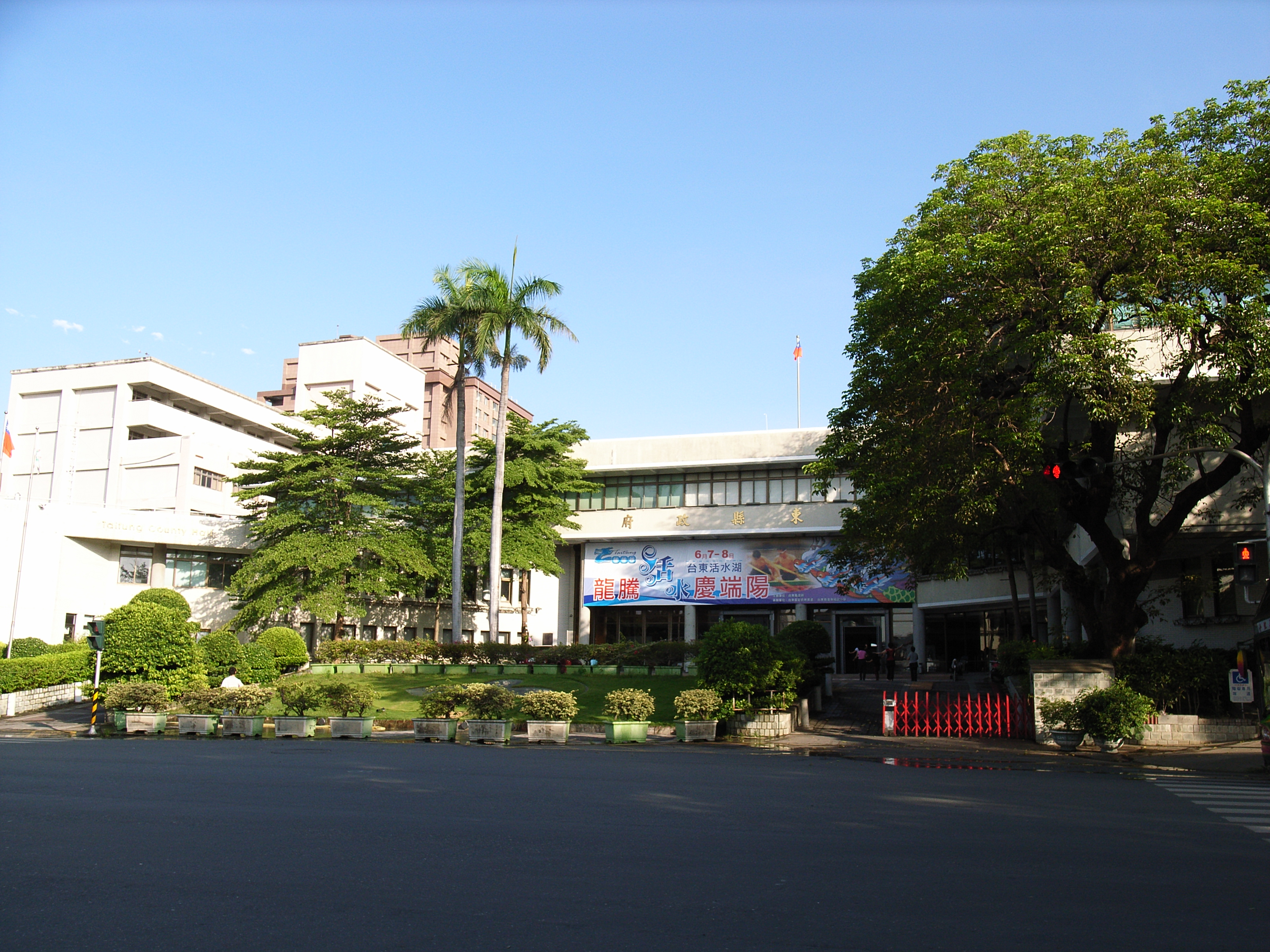
Gebäude der Landkreisregierung

Gebäude des Kreistages

Der Südosten Taiwans wurde aufgrund der vom Festland abgewandten und durch hohe Gebirge von den Ebenen Westtaiwans getrennten Lage später als andere Regionen der Insel, erst im späten 19. Jahrhundert von chinesischen Einwanderern besiedelt. Mit 60 Einwohnern pro km² (September 2024) ist der verkehrstechnisch abgelegene und zum großen Teil aus Bergland bestehende Landkreis Taitung noch heute der am dünnsten besiedelte Landkreis der Republik China. Obwohl der Landkreis fast 10 Prozent der Gesamtfläche Taiwans ausmacht, leben hier weniger als 1 Prozent der Bevölkerung.
Neben den Nachkommen der chinesischen Einwanderer beheimatet er Angehörige der indigenen Völker der Bunun, Paiwan, Rukai, Amis, Beinan, Tau und Kavalan. Nach der offiziellen Statistik gehörten im Jahr 2016 etwa 35,9 Prozent der Einwohner der indigenen Bevölkerung an – der höchste Prozentanteil unter den Landkreisen und Städten Taiwans. Hinsichtlich des Sprachgebrauchs wurden folgende Sprachen zu Hause gesprochen (2010): Hochchinesisch 89,9 %, Taiwanisch 65,9 %, Hakka 5,4 %, indigene Sprachen 21,3 %, Sonstige 5,5 %. Hochchinesisch wird häufig auch als Zweitsprache gesprochen.

## Geschichte

### Frühe Geschichte
Im Landkreis finden sich Spuren menschlicher Besiedlung, die bis etwa 10.000 Jahre zurückreichen. Die prähistorischen Fundstätten von Baxiandong (八仙洞遺址) und im Stadtteil Beinan von Taitung gehören zu den bedeutendsten von ganz Taiwan. Die ersten menschlichen Bewohner in historischer Zeit waren Angehörige der austronesischen indigenen Völker Taiwans. Schon im ersten Jahrtausend n. Chr. gab es sporadische Kontakte zwischen der Insel Taiwan und dem chinesischen Festland. Eine größere Zahl von Einwanderern vom Festland strömte jedoch erst während der niederländischen Kolonialzeit (1624 bis 1662) auf die Insel. Die han-chinesischen Einwanderer siedelten sich jedoch anfänglich fast ausschließlich an der Westküste Taiwans an. Die Niederländische Ostindien-Kompanie erkundete zwar die Ostküste Taiwans auf der Suche nach Goldvorkommen, richtete dort jedoch keine dauerhaften größeren befestigten Siedlungen ein.
Dies blieb auch nach Beginn der chinesischen Herrschaft über Taiwan Ende des 17. Jahrhunderts so. Erst in der zweiten Hälfte des 19. Jahrhunderts begann die chinesische Verwaltung, das Land intensiver zu durchdringen, so dass sich immer mehr Han-Chinesen auch an der Ostküste Taiwans ansiedelten.

### Seit Ende des 19. Jahrhunderts
Im Jahr 1867 kam es zu einer amerikanischen Strafexpedition nach Formosa und 1874 zu einer japanischen Strafexpedition etwa im Bereich des heutigen Landkreises Taitung, nachdem amerikanische (Rover-Zwischenfall) bzw. Ryūkyūer Schiffbrüchige (Mudan-Zwischenfall (1871)) durch taiwanische Ureinwohner getötet worden waren.
Während der Zeit der japanischen Herrschaft über Taiwan (1895 bis 1945) wurden Infrastruktur und Landwirtschaft gefördert und es entstanden kleinere Industriebetriebe. Die japanische Verwaltung befriedete auch die kriegerischen Volksstämme im Landesinneren unter Einsatz militärischer und polizeilicher Mittel und das Gebiet wurde als Präfektur Taitō organisiert. Nach 1945 kam Taiwan unter die Verwaltung der Republik China und aus der Präfektur wurde der Landkreis Taitung.

## Politik
Das Selbstverwaltungsorgan des Landkreises ist der Kreistag von Taitung (臺東縣議會,  Táidōng Xiàn Yìhuì), der aus 30 Mitgliedern besteht, die jeweils für 4 Jahre gewählt werden. Die letzte Wahl fand 2022 statt, wobei die Kuomintang die Mehrheit der Mandate gewann. Im Landkreis Taitung hat die Kuomintang bei Wahlen traditionell eine starke Position. Direkt gewählte Landrätin (縣長,  xiànzhǎng) ist seit 2022 Yao Ching-ling (April Yao, 饒慶鈴, KMT).

## Wirtschaft
Der Landkreis ist stark landwirtschaftlich geprägt. Die folgende Tabelle gibt eine Übersicht über die landwirtschaftlichen Produkte des Landkreises.
| Produkt                  | Erntemonate bzw. Verfügbarkeit | Erntemonate bzw. Verfügbarkeit | Erntemonate bzw. Verfügbarkeit | Erntemonate bzw. Verfügbarkeit | Erntemonate bzw. Verfügbarkeit | Erntemonate bzw. Verfügbarkeit | Erntemonate bzw. Verfügbarkeit | Erntemonate bzw. Verfügbarkeit | Erntemonate bzw. Verfügbarkeit | Erntemonate bzw. Verfügbarkeit | Erntemonate bzw. Verfügbarkeit | Erntemonate bzw. Verfügbarkeit | Anbau in                                           |
| Produkt                  | 01                             | 02                             | 03                             | 04                             | 05                             | 06                             | 07                             | 08                             | 09                             | 10                             | 11                             | 12                             | Anbau in                                           |
| ------------------------ | ------------------------------ | ------------------------------ | ------------------------------ | ------------------------------ | ------------------------------ | ------------------------------ | ------------------------------ | ------------------------------ | ------------------------------ | ------------------------------ | ------------------------------ | ------------------------------ | -------------------------------------------------- |
| Loquat (枇杷, Pípá)      | ×                              | ×                              | ×                              | ×                              | ×                              |                                |                                |                                |                                |                                |                                |                                | Chishang, Taimali, Beinan                          |
| Jackfrucht               | ×                              | ×                              | ×                              | ×                              | ×                              | ×                              | ×                              | ×                              | ×                              |                                |                                |                                | Chenggong, Guanshan, Dawu, Taimali, Beinan         |
| Zimtapfel                | ×                              | ×                              | ×                              |                                |                                |                                | ×                              | ×                              | ×                              | ×                              |                                |                                | Beinan, Donghe, Taimali, Taitung, Luye             |
| Orange                   |                                | ×                              | ×                              | ×                              |                                |                                |                                |                                |                                |                                |                                |                                | Donghe, Chenggong, Guanshan                        |
| Pflaumen                 |                                |                                | ×                              | ×                              |                                |                                |                                |                                |                                |                                |                                |                                | Donghe, Chenggong, Haiduan, Luye, Yanping, Beinan  |
| Ananas                   |                                |                                | ×                              | ×                              | ×                              | ×                              | ×                              |                                |                                |                                |                                |                                | Luye, Beinan                                       |
| Birne                    |                                |                                |                                |                                | ×                              | ×                              | ×                              |                                |                                |                                |                                |                                | Guanshan, Beinan, Chishang, Taimali, Luye          |
| Taglilien                |                                |                                |                                |                                | ×                              | ×                              | ×                              | ×                              | ×                              | ×                              |                                |                                | Taimali, Chishang, Jinfeng, Changbin               |
| Drachenfrucht            |                                |                                |                                |                                | ×                              | ×                              | ×                              | ×                              | ×                              | ×                              | ×                              |                                | Luye, Taimali, Changbin, Beinan                    |
| Hirse                    |                                |                                |                                |                                | ×                              | ×                              | ×                              |                                |                                | ×                              | ×                              | ×                              | Jinfeng, Dawu, Haiduan, Yanping                    |
| Passionsfrucht           | ×                              | ×                              |                                |                                |                                | ×                              | ×                              | ×                              | ×                              | ×                              | ×                              | ×                              | Donghe, Guanshan, Chishang, Taimali, Luye, Taitung |
| Rotes Zuckerrohr         | ×                              | ×                              |                                |                                |                                |                                |                                |                                |                                | ×                              | ×                              | ×                              | Guanshan, Luye                                     |
| Grapefruit, weiße Pomelo | ×                              |                                |                                |                                |                                |                                |                                |                                |                                | ×                              | ×                              | ×                              | Donghe                                             |
| Rosellen                 |                                |                                |                                |                                |                                |                                |                                |                                |                                |                                | ×                              | ×                              | Jinfeng, Taimali, Luye, Beinan                     |
| Mandarine                | ×                              | ×                              |                                |                                |                                |                                |                                |                                |                                |                                | ×                              | ×                              | Donghe, Chenggong, Changbin, Taimali               |
| Atemoya                  | ×                              | ×                              | ×                              | ×                              |                                |                                |                                |                                |                                |                                |                                | ×                              | Donghe, Luye, Taimali, Taitung, Beinan             |
| Mais                     | ×                              | ×                              | ×                              | ×                              | ×                              | ×                              | ×                              | ×                              | ×                              | ×                              | ×                              | ×                              | Chishang, Guanshan, Luye                           |
| Oolong-Tee               | ×                              | ×                              | ×                              | ×                              | ×                              | ×                              | ×                              | ×                              | ×                              | ×                              | ×                              | ×                              | Luye, Beinan                                       |

## Städte und Gemeinden
| Gemeinden im Landkreis Taitung |
| --- |
| Changbin Chenggong Daren Chishang Luye Guanshan Taitung Taimali Donghe Jinfeng Dawu Beinan Haiduan Yanping Lüdao Lan Yu Landkreis Hualien Landkreis Chiayi Kaohsiung L.-kr. Nantou Landkreis Pingtung |

Einzige Stadt (市,  Shì) des Landkreises ist die Kreisstadt Taitung, in der knapp die Hälfte der Bevölkerung lebt. Daneben gibt es zwei Stadtgemeinden (鎮,  Zhèn) und 13 Landgemeinden (鄉,  Xiāng).
Die Einwohnerzahlen und Flächenangaben zu den Gemeinden waren nach der amtlichen Statistik vom April 2018 die folgenden:
| Gemeinde                            | chin.    | Hanyu Pinyin   | Taiwanisch (POJ) | Fläche (km²) | Einwohner | Ew./km² |
| ----------------------------------- | -------- | -------------- | ---------------- | ------------ | --------- | ------- |
| 1 Stadt                             |          |                |                  |              |           |         |
| Taitung                             | 臺東市   | Táidōng Shì    | Tâi-tang-chhī    | 109,7691     | 105.766   | 965     |
| 2 Stadtgemeinden                    |          |                |                  |              |           |         |
| Chenggong                           | 成功鎮   | Chénggōng Zhèn | Sêng-kong-tìn    | 143,9939     | 14.197    | 99      |
| Guanshan                            | 關山鎮   | Guānshān Zhèn  | Koan-san-tìn     | 58,7351      | 8755      | 149     |
| 8 Landgemeinden                     |          |                |                  |              |           |         |
| Beinan                              | 卑南鄉   | Bēinán Xiāng   | Pi-lâm-hiong     | 412,6871     | 17.423    | 42      |
| Changbin                            | 長濱鄉   | Zhǎngbīn Xiāng | Tiông-pin-hiong  | 155,1868     | 7254      | 47      |
| Chishang                            | 池上鄉   | Chíshàng Xiāng | Tî-siōng-hiong   | 82,6854      | 8218      | 100     |
| Dawu                                | 大武鄉   | Dàwǔ Xiāng     | Tāi-bú-hiong     | 69,1454      | 6099      | 89      |
| Donghe                              | 東河鄉   | Dōnghé Xiāng   | Tong-hô-hiong    | 210,1908     | 8511      | 40      |
| Lüdao                               | 綠島鄉   | Lǜ Dǎo         | Le̍k-tó           | 15,0919      | 4083      | 265     |
| Luye                                | 鹿野鄉   | Lùyě Xiāng     | Lo̍k-iá-hiong     | 89,6980      | 7908      | 88      |
| Taimali                             | 太麻里鄉 | Tàimálǐ Xiāng  | Thài-mâ-lí-hiong | 96,6523      | 11.198    | 115     |
| 5 Berglandgemeinden der Ureinwohner |          |                |                  |              |           |         |
| Daren                               | 達仁鄉   | Dárén Xiāng    | Ta̍t-jîn-hiong    | 306,4454     | 3608      | 12      |
| Haiduan                             | 海端鄉   | Hǎiduān Xiāng  | Hái-toaⁿ-hiong   | 880,0382     | 4189      | 5       |
| Jinfeng                             | 金峰鄉   | Jīnfēng Xiāng  | Kim-hong-hiong   | 380,6635     | 3713      | 10      |
| Lan Yu                              | 蘭嶼鄉   | Lán Yǔ         | Lân-sū           | 48,3892      | 5.073     | 105     |
| Yanping                             | 延平鄉   | Yánpíng        | Iân-pêng-hiong   | 455,8805     | 3633      | 8       |

## Internationale Partnerstädte
Der Landkreis Taitung hat internationale Partnerschaftsabkommen mit folgenden Orten geschlossen:
- Vereinigte Staaten: Storm Lake (Iowa) (26. April 1983)
- Deutschland: Marktheidenfeld (7. October 1985)
- Südkorea: Sokcho (Gangwon-do) (16. April 1992)
- Ungarn: Debrecen (19. August 1995)